# Quicena
Quicena ist eine nordspanische Gemeinde (municipio) mit 346 Einwohnern (Stand: 2024) im Zentrum der Provinz Huesca in der Autonomen Region Aragonien.

## Lage und Klima
Der Ort Quicena liegt etwa fünf Kilometer (Fahrtstrecke) östlich des Stadtzentrums von Huesca in einer Höhe von etwa 476 m. Das Klima ist gemäßigt und relativ feucht; Regen (ca. 938 mm/Jahr) fällt übers Jahr verteilt.

## Bevölkerungsentwicklung
| 1910 | 1930 | 1950 | 1970 | 1991 | 2001 | 2011 | 2020 |
| ---- | ---- | ---- | ---- | ---- | ---- | ---- | ---- |
| 273  | 367  | 242  | 180  | 160  | 147  | 288  | 282  |

## Sehenswürdigkeiten
- Kirche Mariä Himmelfahrt (Iglesia de San Clemente)
- Einsiedelei San Pedro Mártir
- Reste eines römischen Aquädukts
- Burgruine von Montearagón, Nationalmonument seit 1931

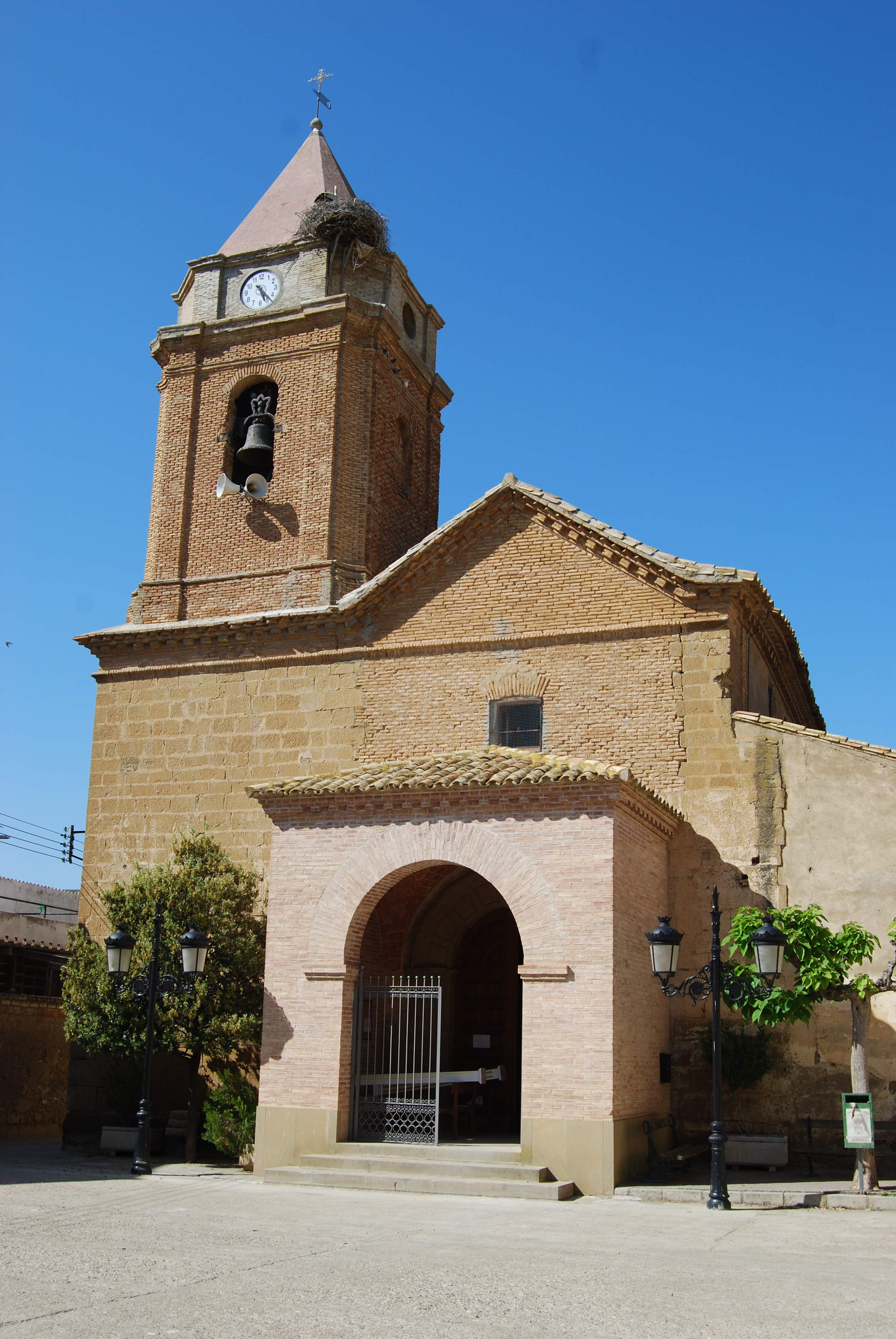
Kirche Mariä Himmelfahrt
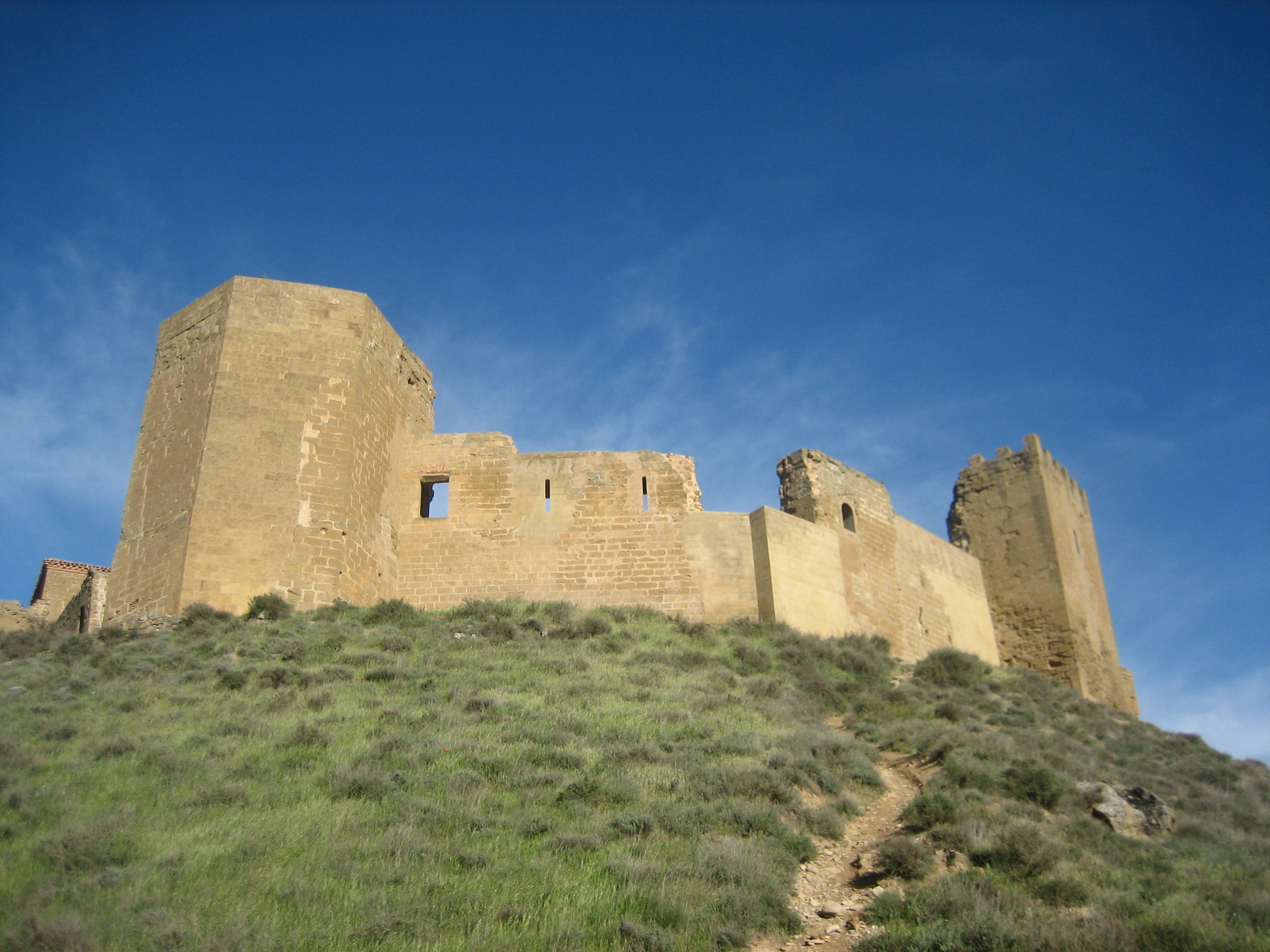
Burgruine Montearagón
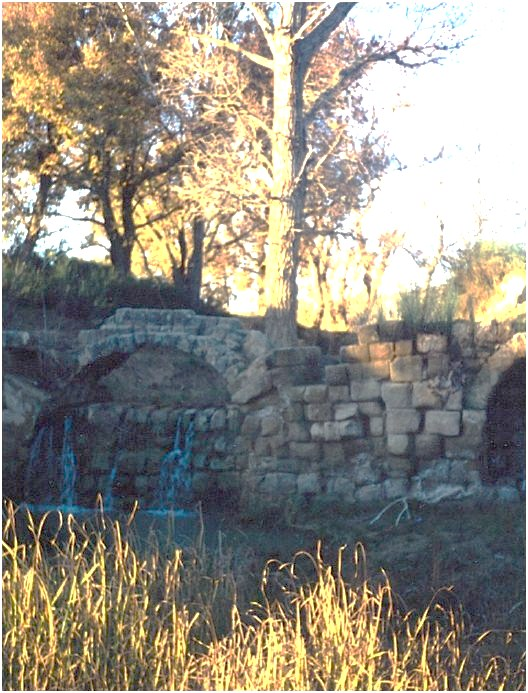
Aquäduktreste
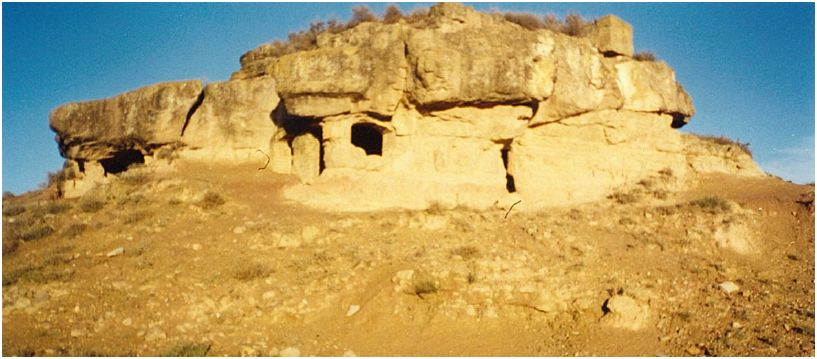
Einsiedelei San Pedro Mártir